# Margery Mason
Margery Mason (Londres, 27 de septiembre de 1913 - ibíd. 26 de enero de 2014)1) fue una actriz británica.
Fue directora artística del "Repertory Theatre" de Bangor (Irlanda del Norte), en la década de 1960. Fue conocida a nivel mundial por su papel de bruja en la película de 1987 La princesa prometida.
Nació en Londres en 1913. Interpretó a Sarah Stevens, la madre en el drama de John Hopkins Hablar con un extraño (1966). Sus papeles más populares en el cine incluyen  Harry Potter y el cáliz de fuego, donde interpreta a una anciana que vende comida y bebida a los pasajeros del tren donde viajan Harry y Ron Weasley, y la bruja del castillo que abuchea a la princesa en La princesa prometida (1987), entre otras. También ha intervenido en numerosas ocasiones en la televisión, sus papeles incluyen apariciones en Midsomer Murders y Peak Practice. También interpretó a la señora Porter en la serie A Family at War (1970-1971). Margery aprendió a bucear y recibió su certificado de buceo a los 81 años.
El 27 de septiembre de 2013 se convirtió en centenaria al cumplir los 100 años de edad. Falleció el 26 de enero de 2014, en Londres.

## Filmografía destacada
- (1987): La princesa prometida
- (1996): 101 dálmatas: ¡Más vivos que nunca!
- (1998): Los miserables
- (2003): Love Actually
- (2005): Harry Potter y el cáliz de fuego